# Liste der Billigfluglinien
Die folgende Liste beinhaltet eine nach Heimatland sortierte Liste an Billigfluglinien. Eine Billigfluglinie oder Billigfluggesellschaft (auch Billigairline, umgangssprachlich Billigflieger, englisch low-cost carrier) ist eine Fluggesellschaft die allgemein niedrigere Tarife gegen den Verzicht vieler herkömmlichen Passagierdienste anbietet.

## Afrika

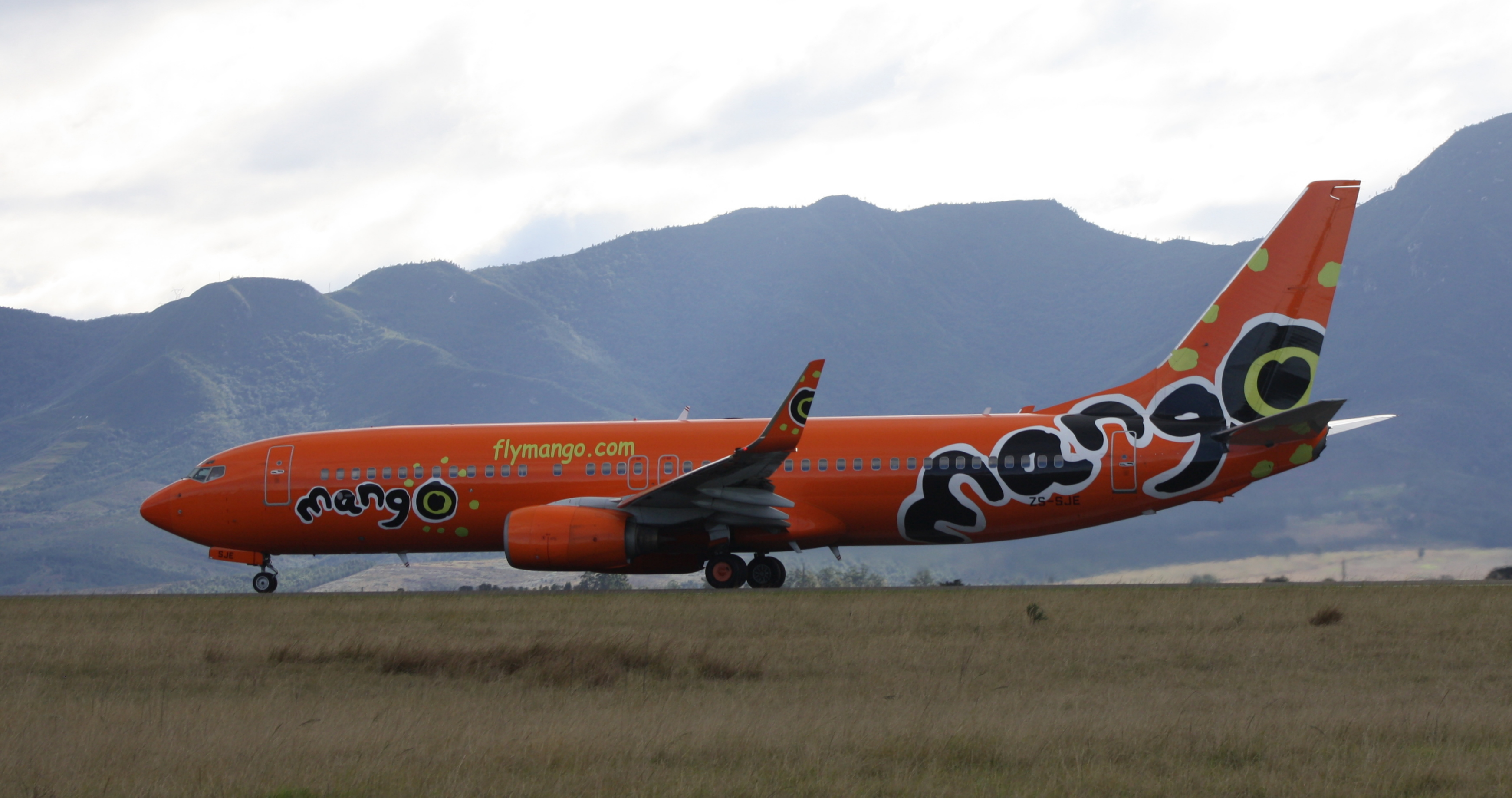
Eine Mango Boeing 737. Die Fluggesellschaft stellte ihren Betrieb ein im Juli 2021.

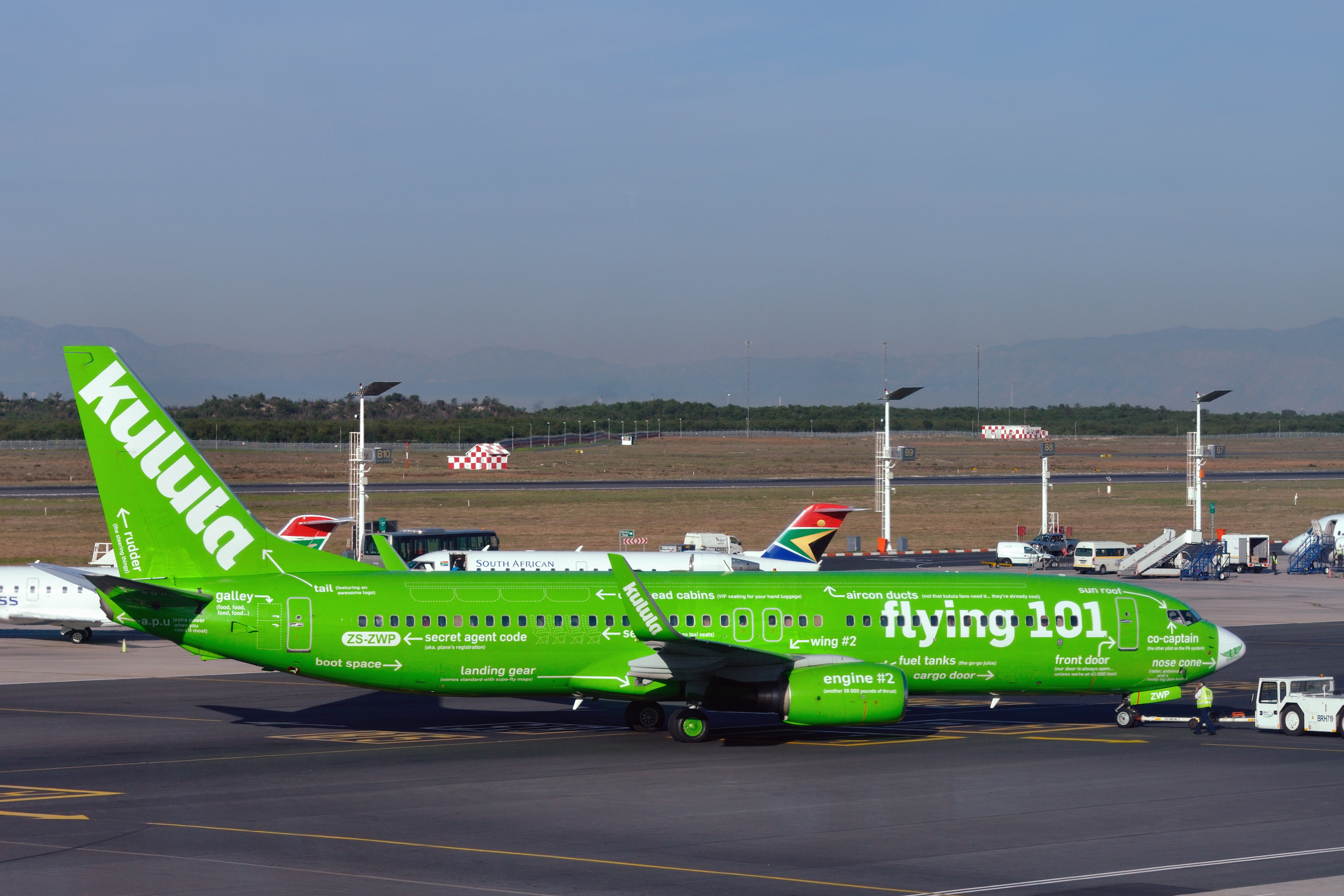
Ein kulula.com Jet am Cape Town International Airport. Die Fluggesellschaft stellte ihren Betrieb ein im Juni 2022.

Ägypten
- Air Arabia Egypt
- Air Cairo
- FlyEgypt

 Kenia
- Jambojet
- Fly540

 Marokko
- Air Arabia Maroc

 Nigeria
- Green Africa Airways

 Südafrika
- FlySafair

 Simbabwe
- Fastjet Zimbabwe

## Amerika

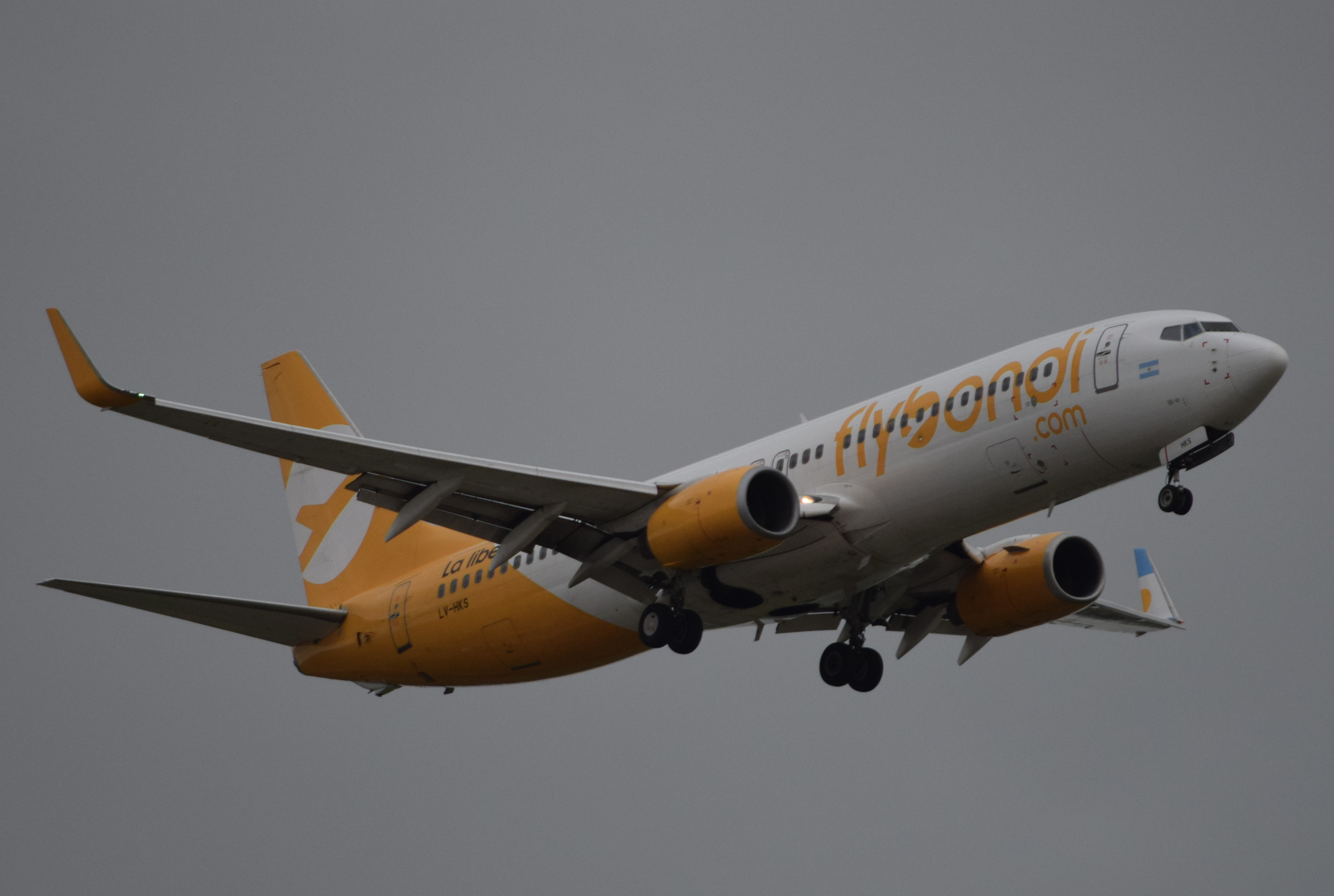
Flybondi Boeing 737-83N

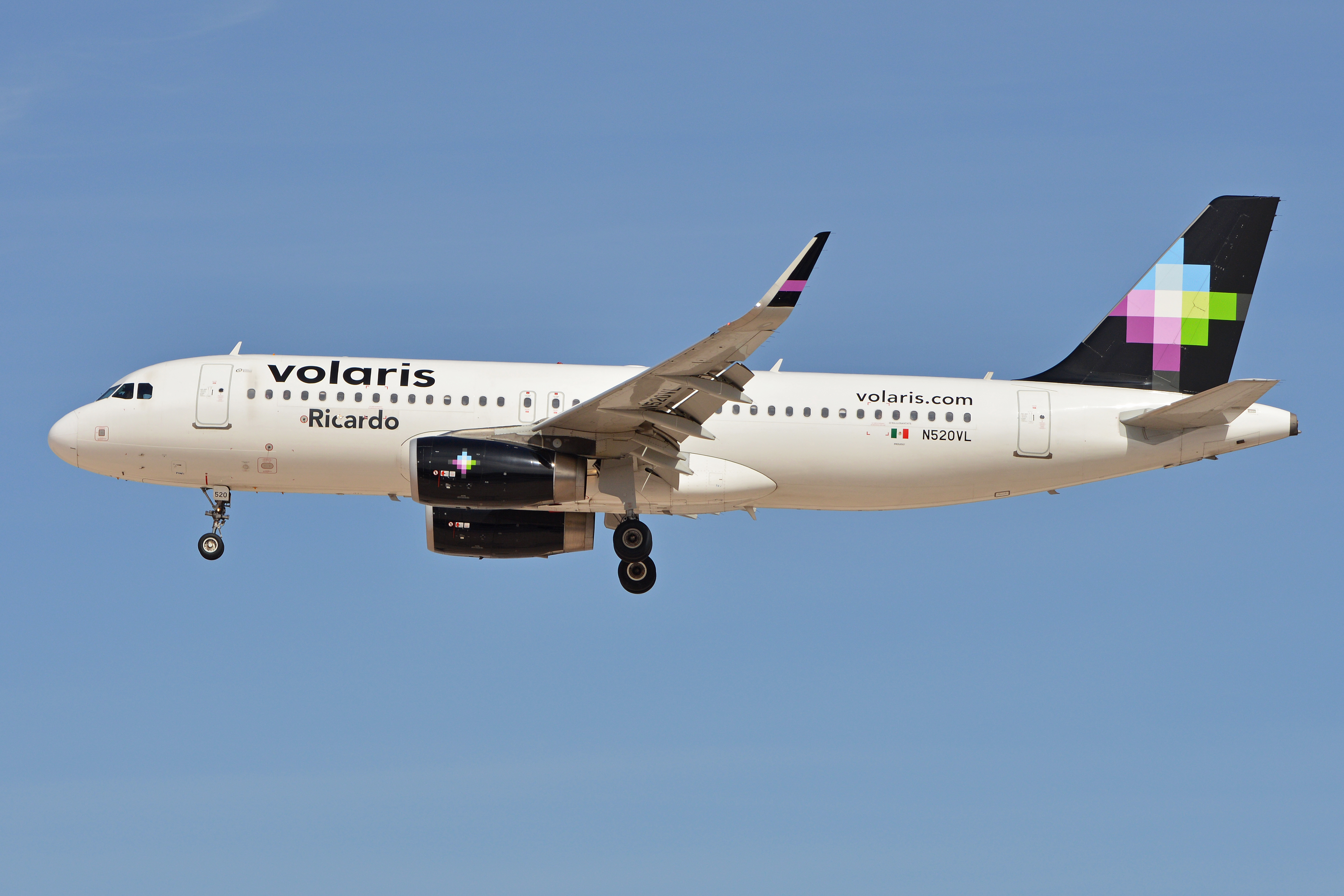
Volaris Airbus A320-232

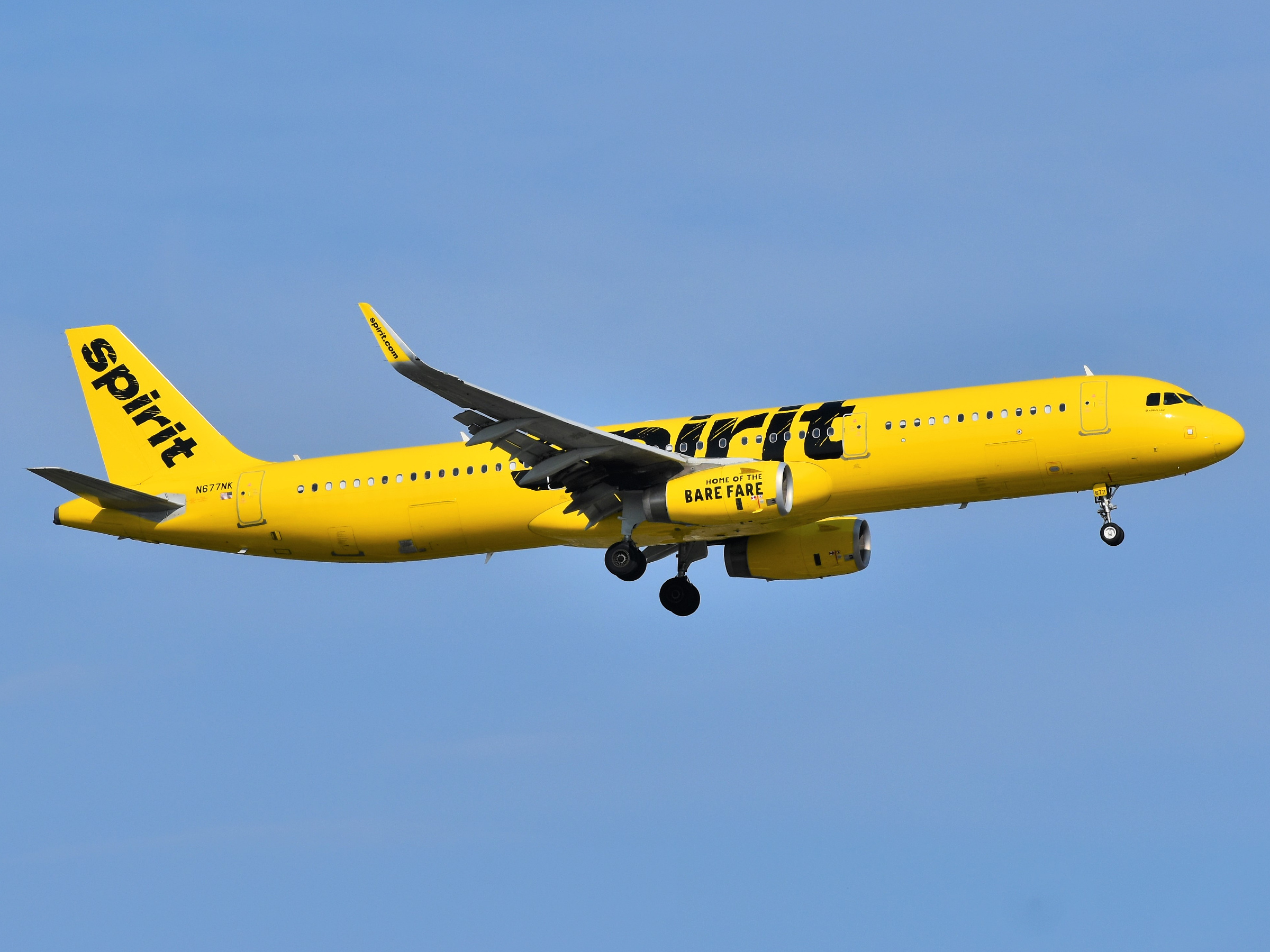
Eine Spirit Airlines Airbus A321 Nähe Newark Liberty International Airport

Argentinien
- Flybondi
- JetSmart Argentina

 Brasilien
- Gol Transportes Aéreos
- Azul Brazilian Airlines

 Kanada
- Flair Airlines
- Canada Jetlines
- Lynx Air
- Sunwing Airlines
- Swoop

 Chile
- Sky Airline
- JetSmart

 Kolumbien
- Viva Air Colombia
- Wingo
- Ultra Air

 Costa Rica
- Volaris Costa Rica

 Guadeloupe
- Air Caraïbes

 Dominikanische Republik
- AraJet
- RED Air

 El Salvador
- Volaris El Salvador

 Honduras
- EasySky

 Mexiko
- Calafia Airlines
- VivaAerobús
- Volaris

 Peru
- JetSmart Perú
- Sky Airline Peru
- Viva Air Perú

 Turks- und Caicosinseln
- InterCaribbean Airways

 Vereinigte Staaten
- Allegiant Air
- Avelo Airlines
- Frontier Airlines
- JetBlue
- Northern Pacific Airways
- Southwest Airlines
- Spirit Airlines
- Sun Country Airlines

 Venezuela
- Venezolana

## Asien

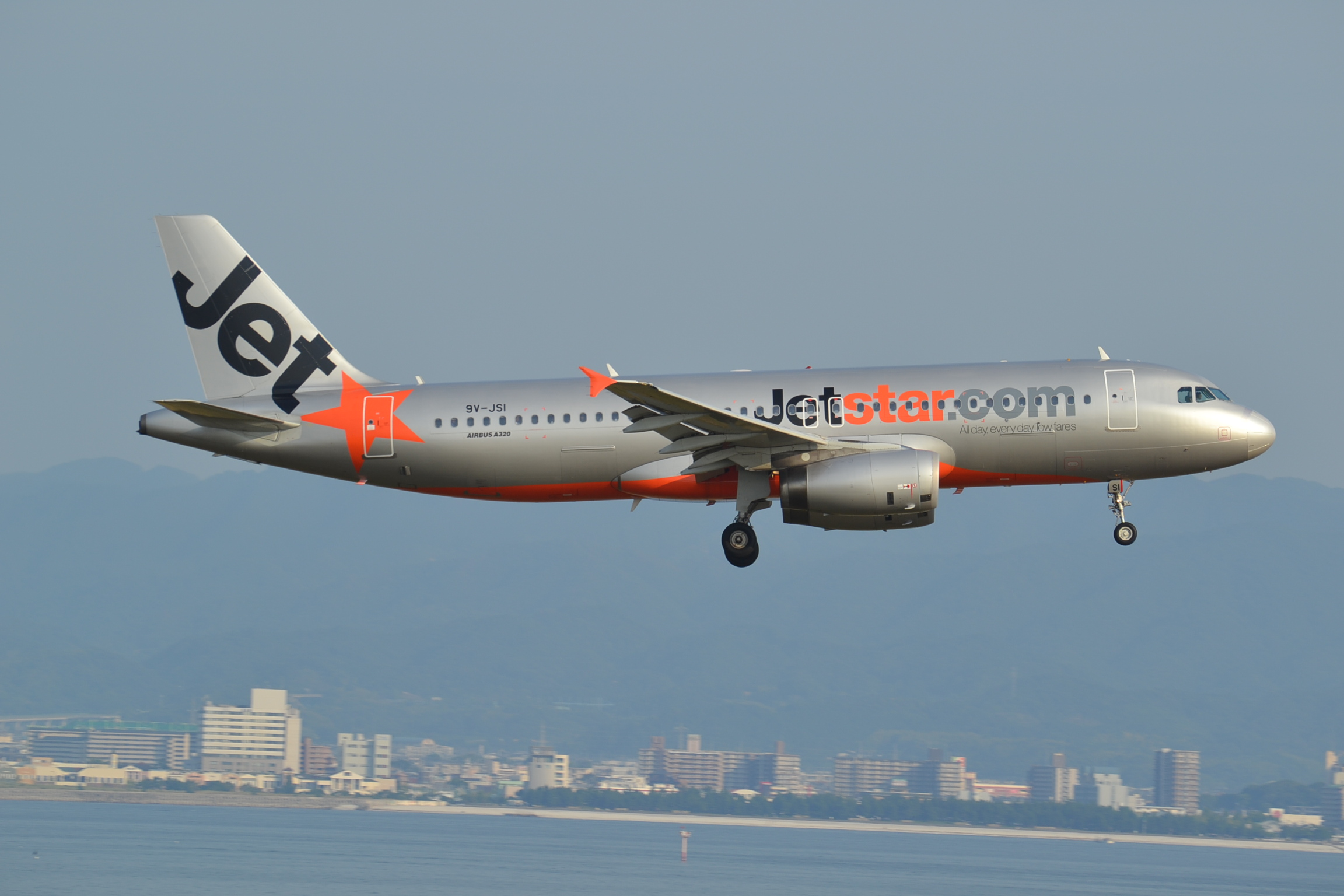
Eine Jetstar Asia Airways A320 am Kansai International Airport in Osaka, Japan

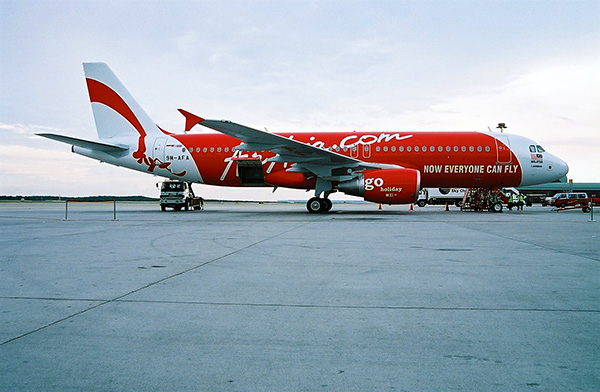
Eine AirAsia Airbus A320 in Kuala Lumpur International Airport. Die Fluggesellschaft ist die größte Billigfluggesellschaft des Kontinents.

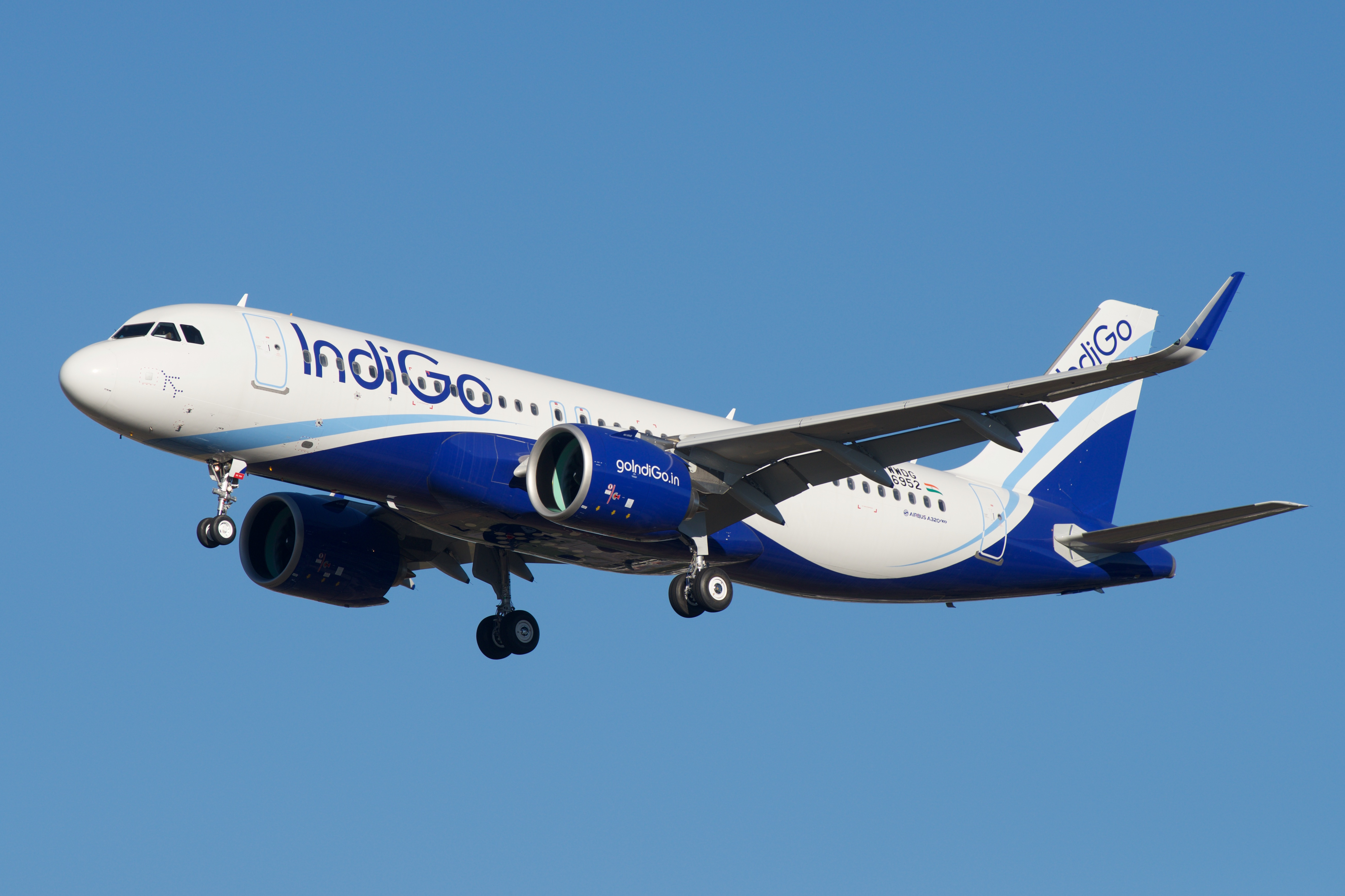
Eine IndiGo Airbus A320neo. Die Fluggesellschaft ist der größte Betreiber der A320neo.

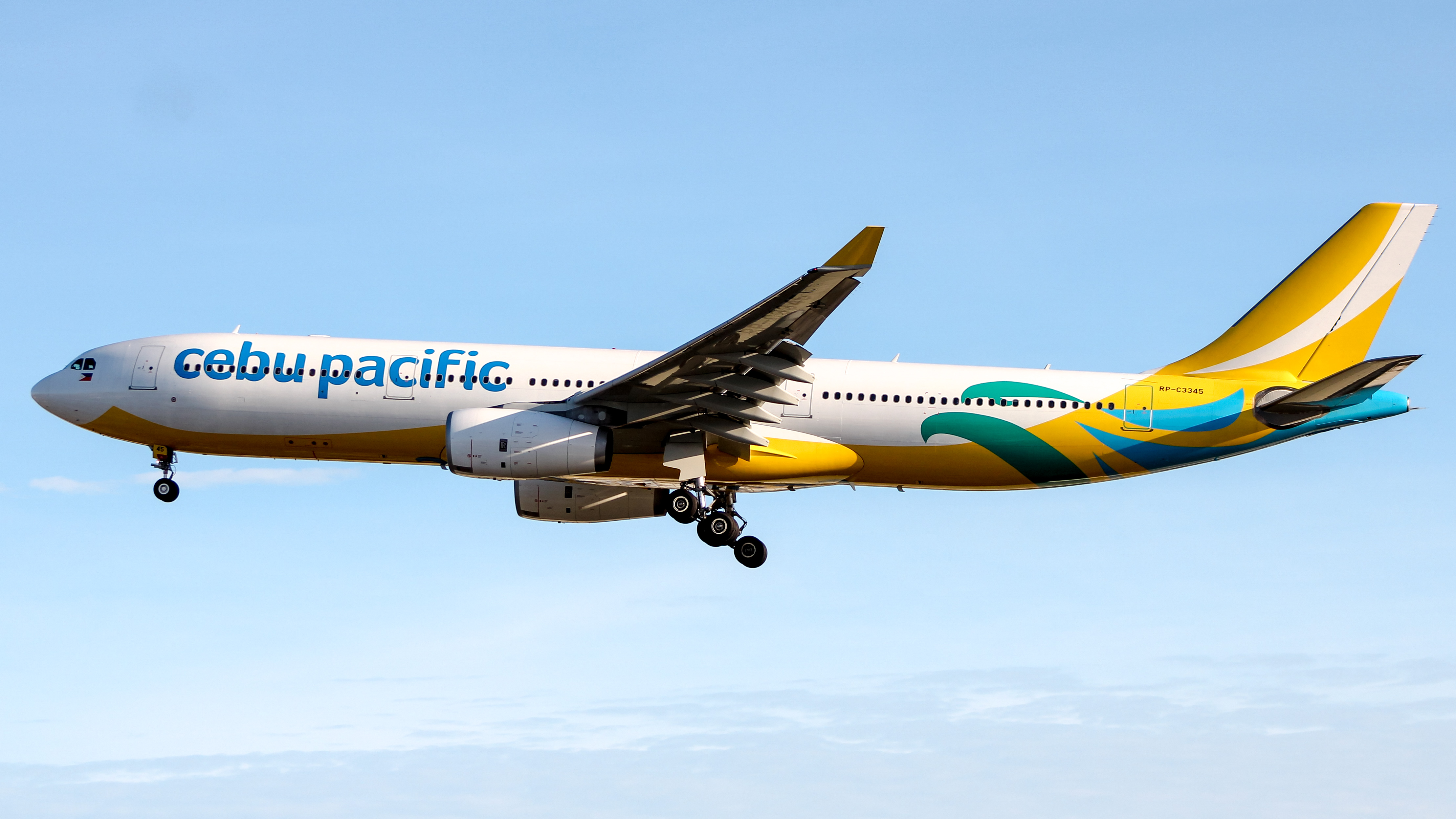
Eine Cebu Pacific A330-300 NäheNinoy Aquino International Airport in Metro Manila, Philippinen

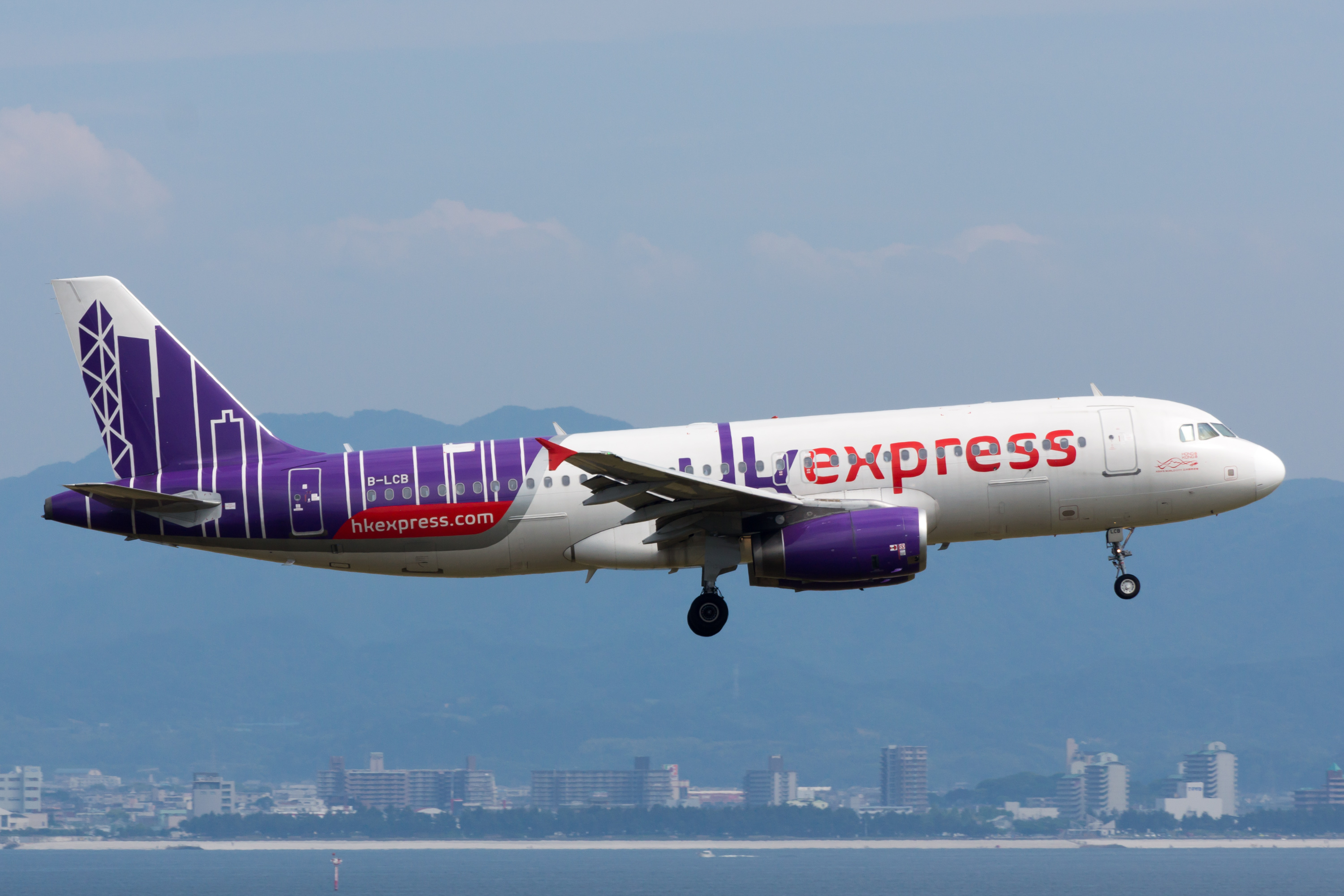
HK Express Airbus A320-200

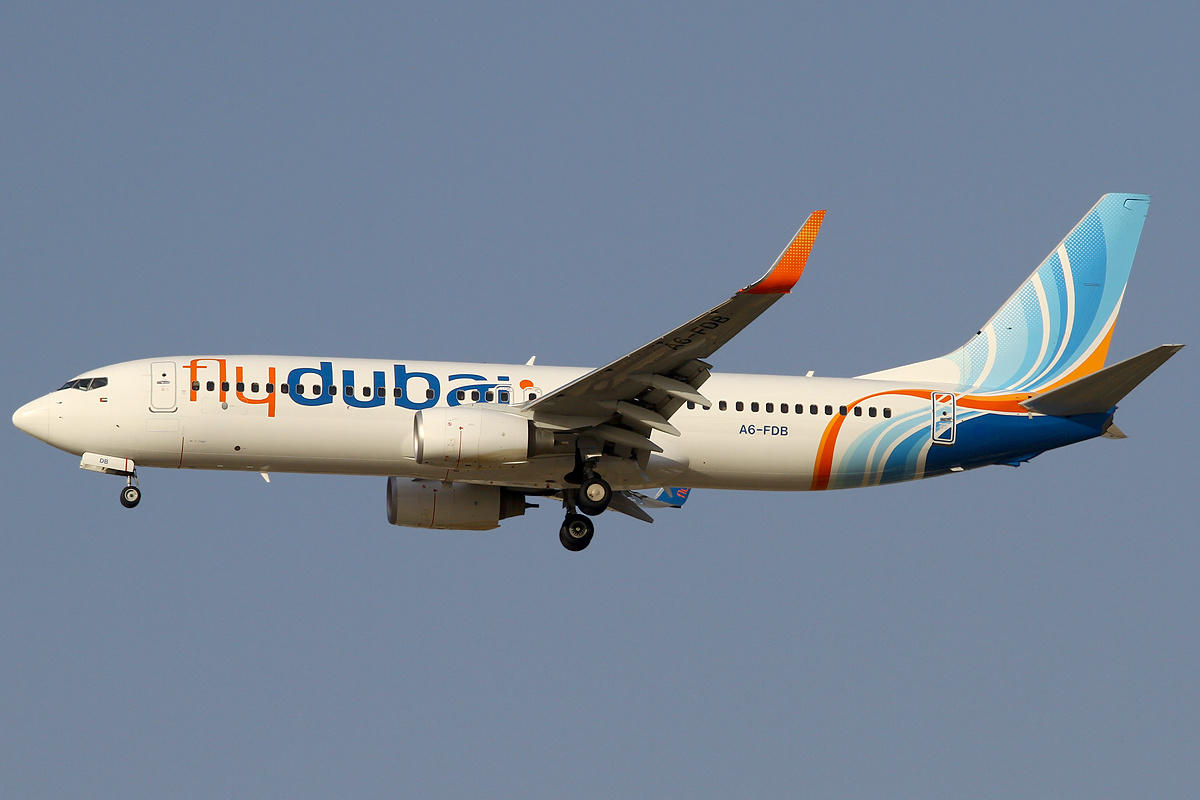
Flydubai Boeing 737-800 Nähe Dubai International Airport, UAE.

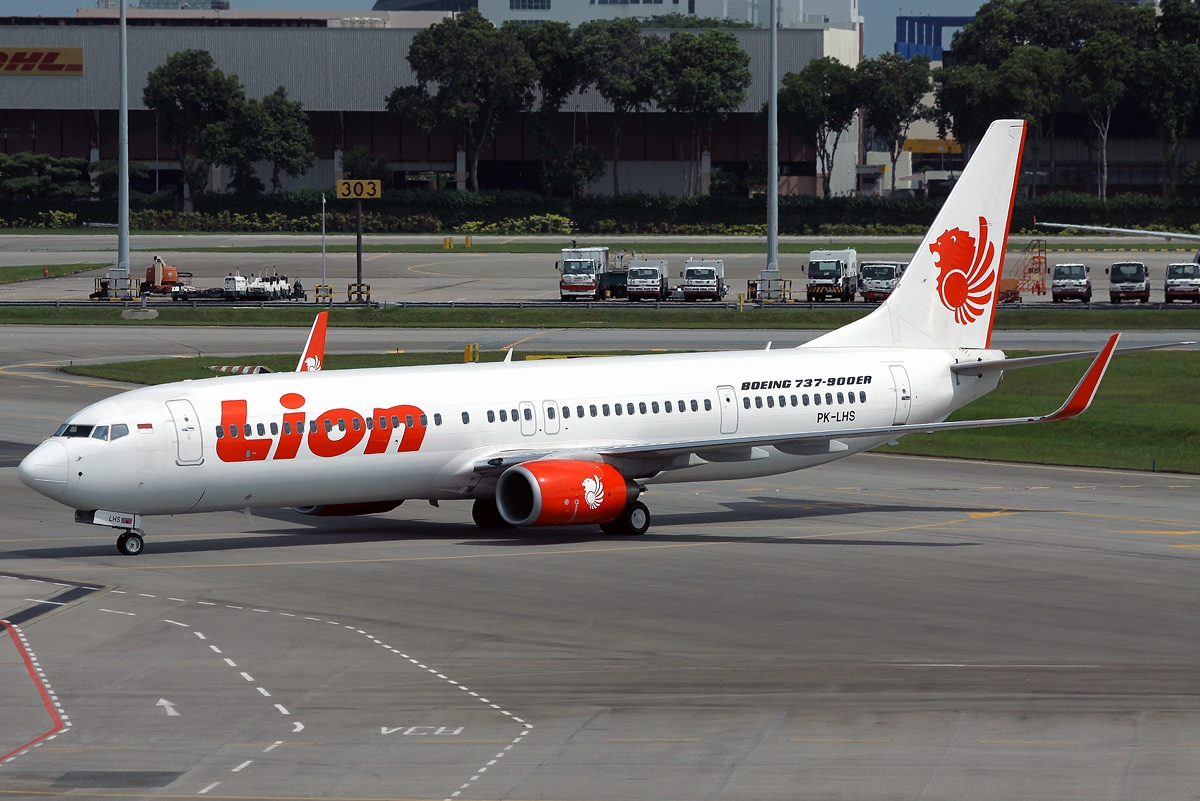
Eine Lion Air Boeing 737-900ER am Singapore Changi Airport. Lion Air ist die größte Billigfluglinie in Indonesien.

Armenien
- Fly Arna
- FLYONE Armenia

 Aserbaidschan
- Buta Airways

 Volksrepublik China
- 9 Air
- Beijing Capital Airlines
- Chengdu Airlines
- Colorful Guizhou Airlines
- China United Airlines
- Jiangxi Air
- Lucky Air
- Ruili Airlines
- Spring Airlines
- Urumqi Air
- West Air

 Hongkong
- Greater Bay Airlines
- HK Express

 Indien
- AirAsia India
- Air India Express
- Akasa Air
- IndiGo
- SpiceJet

 Indonesien
- Citilink
- Indonesia AirAsia
- Lion Air
- Super Air Jet
- TransNusa
- Wings Air

 Japan
- Fuji Dream Airlines
- Jetstar Japan
- Peach Aviation
- Skymark Airlines
- Spring Airlines Japan
- ZIPAIR Tokyo

 Kasachstan
- FlyArystan

 Kirgisistan
- Air Manas

 Kuwait
- Jazeera Airways

 Malaysia
- AirAsia
- AirAsia X
- MYAirline

 Oman
- Salam Air

 Pakistan
- Airblue
- Fly Jinnah

 Philippinen
- Cebu Pacific
- Philippines AirAsia

 Saudi-Arabien
- Flynas
- Flyadeal

 Singapur
- Jetstar Asia Airways
- Scoot

 Südkorea
- Air Busan
- Air Premia
- Air Seoul
- Eastar Jet
- Jeju Air
- Jin Air
- T’way Air

 Taiwan
- Tigerair Taiwan

 Thailand
- Nok Air
- Thai AirAsia
- Thai AirAsia X
- Thai Lion Air
- Thai Vietjet Air

 Vereinigte Arabische Emirate
- Air Arabia
- flydubai
- Wizz Air Abu Dhabi

 Vietnam
- Pacific Airlines
- VietJet Air

## Europa

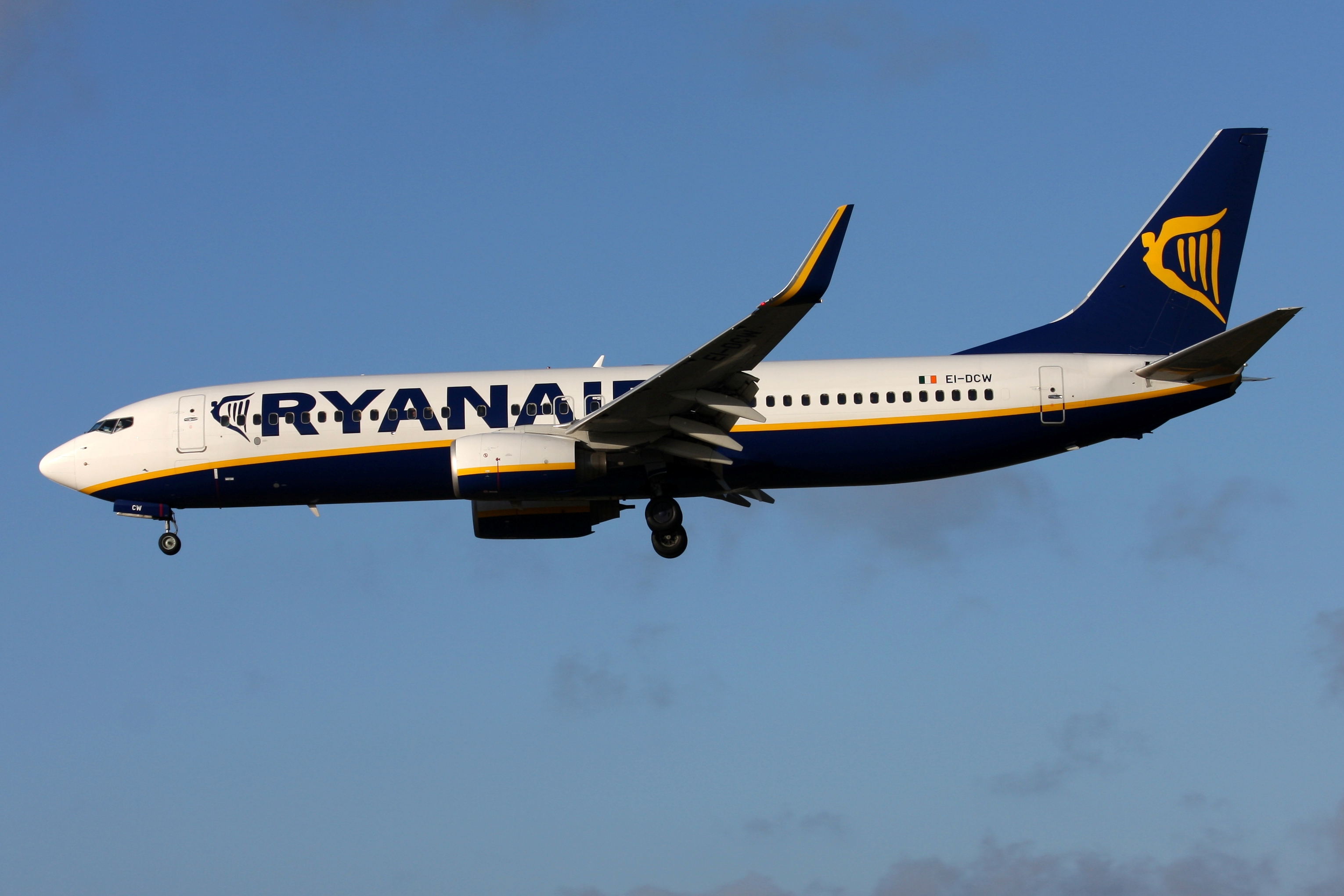
Eine Ryanair Boeing 737-800. Ryanair ist die zweitgrößte Billigfluglinie der Welt sowie die größte in Europa.

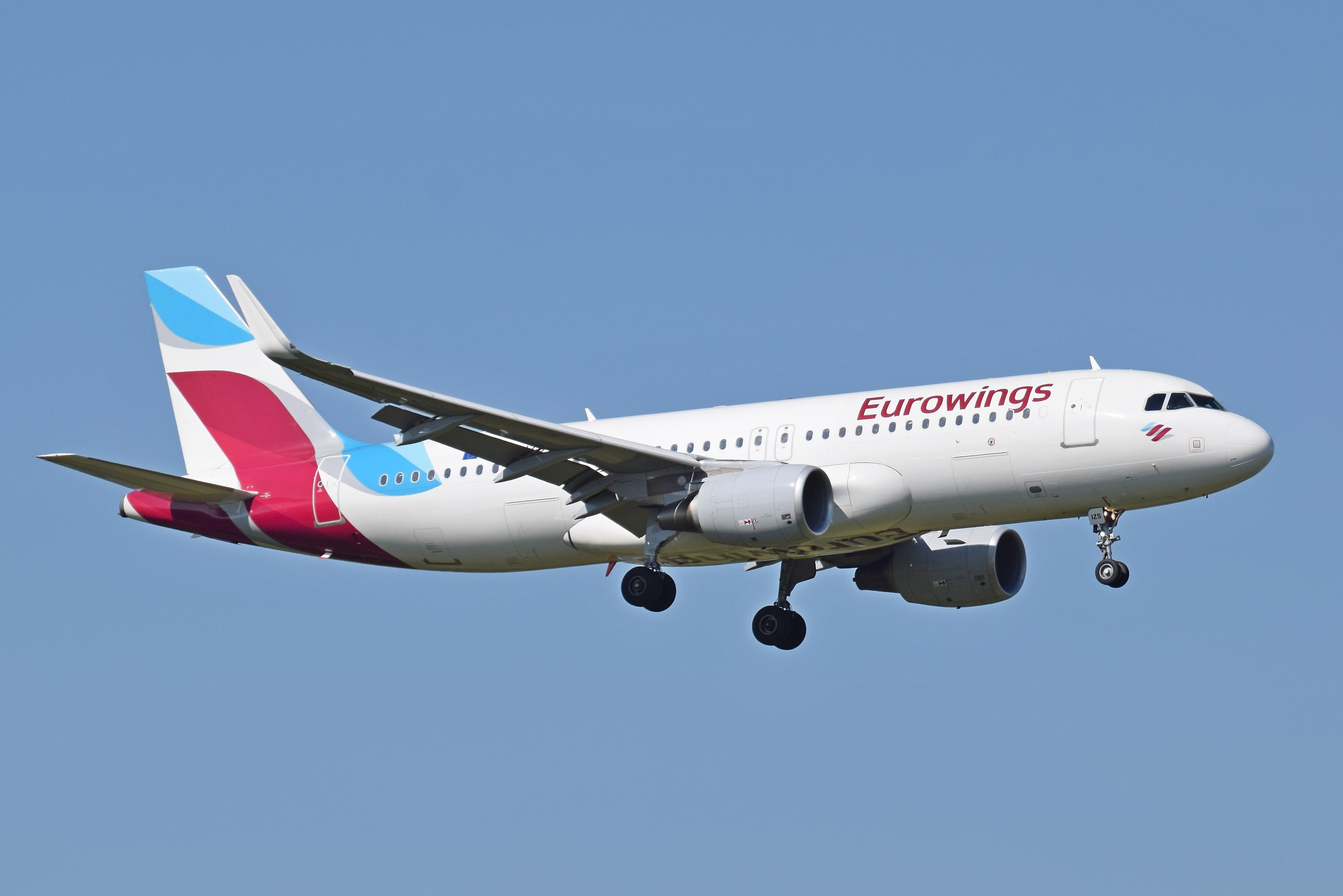
Eurowings Airbus A320-200

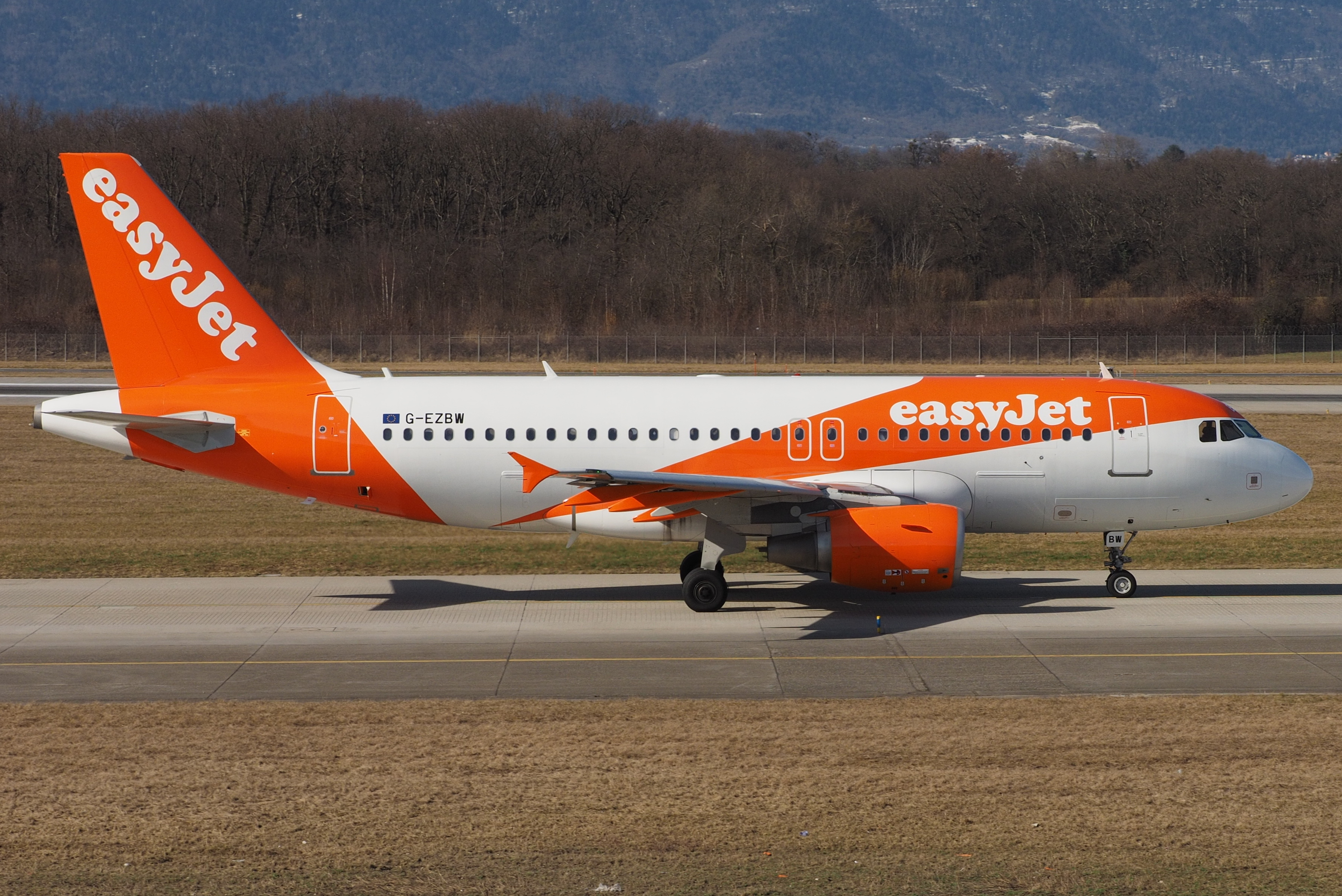
Ein Airbus A319 von EasyJet, die größte Billigfluglinie im Vereinigten Königreich.

Albanien
- Albawings

 Deutschland
- Eurowings

 Frankreich
- French Bee
- Transavia France

 Irland
- Ryanair

 Island
- Play

 Italien
- Aeroitalia

 Malta
- Malta Air
- Lauda Europe
- Wizz Air Malta

 Moldau
- FlyOne
- HiSky

 Niederlande
- Transavia

 Norwegen
- Flyr
- Norse Atlantic Airways
- Norwegian Air Norway
- Norwegian Air Shuttle

 Österreich
- EasyJet Europe
- Eurowings Europe

 Polen
- Buzz

 Russland
- Citrus
- Pobeda
- Smartavia

 Schweden
- Norwegian Air Sweden

 Schweiz
- EasyJet Switzerland
- Chair Airlines

 Spanien
- Air Europa Express
- Iberia Express
- Level
- Volotea
- Vueling

 Tschechien
- Smartwings

 Türkei
- Pegasus Airlines

 Ungarn
- Wizz Air

 Ukraine
- SkyUp

 Vereinigtes Königreich
- EasyJet
- Flypop
- Jet2.com
- Norse Atlantic UK
- Ryanair UK
- Wizz Air UK

## Australien
Australien
- Jetstar Airways

## Liste der größten Billigfluglinien
Dies ist eine Liste der größten Billigfluglinien der Welt, sortiert nach der Anzahl der beförderten Passagiere in Millionen.
| Ranks | Airline / Holding         | '15   | '14  | '13  | '12  | '11  | '10  | Sources |
| ----- | ------------------------- | ----- | ---- | ---- | ---- | ---- | ---- | ------- |
| 1     | Ryanair                   | 101.4 | 86.4 | 81.4 | 79.6 | 76.4 | 72.7 |         |
| 2     | easyJet                   | 69.9  | 65.3 | 61.4 | 59.2 | 55.5 | 49.7 |         |
| 3     | Air Asia Gruppe           | 50.6  | 45.6 | 42.6 | 34.1 | 29.9 | 25.7 |         |
| 4     | Lion Air Gruppe           | –     | 45.0 | 37.9 | 32.0 | 27.0 | 20.5 |         |
| 5     | Gol Transportes Aéreos    | 27.1  | 25.7 | 21.0 | 15.0 | 13.6 | 10.9 |         |
| 6     | IndiGo                    | 58    | 29.7 | 22.8 | 19.3 | 15.8 | –    |         |
| 7     | Norwegian Air Shuttle ASA | 25.8  | 24.0 | 20.7 | 17.7 | 15.7 | 13.0 |         |
| 8     | Vueling                   | 24.8  | 21.5 | 17.2 | 14.8 | 12.3 | 11.0 |         |
| 9     | Pegasus Airlines          | 22.3  | 19.7 | 16.9 | 13.6 | 11.3 | 8.6  |         |
| 10    | WestJet                   | 20.2  | 19.6 | 18.5 | 17.4 | 16.0 | 15.2 |         |
| 11    | Wizz Air                  | 19.2  | 12.0 | 11.2 | 9.6  | 7.8  | 5.8  |         |
| 12    | Jetstar                   | 18.9  | 17.1 | 15.2 | 10.5 | 9.7  | 8.0  |         |
| 13    | Cebu Pacific              | 18.4  | 16.9 | 14.4 | 12.3 | 10.5 | –    |         |
| 14    | Spirit Airlines           | 17.9  | 14.3 | 12.4 | 10.4 | 8.5  | 7.0  |         |
| 15    | SpiceJet                  | 11.7  | 12.6 | 11.7 | 9.5  | 8.6  | 6.6  |         |
| 16    | Transavia                 | 10.8  | 9.9  | 8.9  | -    | -    | -    |         |
| 17    | Allegiant Air             | 9.4   | 8.0  | 7.1  | 6.6  | 6.1  | 5.9  |         |
| 18    | flydubai                  | 9.0   | 7.3  | 6.8  | 5.1  | –    | –    |         |
| 19    | VietJet Air               | 8.5   | 7.0  | 6.8  | 6.5  | 6.0  | –    |         |
| 20    | Spring Airlines           | 7.9   | 7.6  | 6.6  | 6.7  | 5.8  | 5.3  |         |
| 21    | AirArabia                 | –     | 6.8  | 6.1  | 5.3  | 4.7  | 4.5  |         |
| 22    | Jet2.com                  | 5.9   | 6.0  | 5.5  | 4.8  | 4.2  | 3.4  |         |
| 23    | Nok Air                   | 4.8   | 5.0  | 4.5  | 3.3  | 3.7  | 3.9  |         |
| 24    | Mango                     | 2.3   | 1.8  | 1.6  | 1.4  | 1.3  | 1.3  |         |
| 25    | Fastjet                   | 0.8   | 0.6  | 0.4  | <0.1 | –    | –    |         |

Fußnoten
1. ↑  Beinhaltet EasyJet Switzerland
2. ↑  Beinhaltet AirAsia India, Airasia X, Indonesia Airasia, Philippines AirAsia, Thai AirAsia und Thai AirAsia X
3. ↑  Beinhaltet Batik Air, Wings Air, Batik Air Malaysia, Thai Lion Air, Super Air Jet, Lion BizJet (Charterfluggesellschaft) und Lion Parcel (Frachtfluggesellschaft).
4. ↑  Beinhaltet Wizz Air Abu Dhabi und Wizz Air UK.
5. ↑  Beinhaltet Jetstar Asia Airways, Jetstar Japan und Jetstar Pacific
6. ↑  Beinhaltet Cebgo
7. ↑  Beinhaltet Transavia France
8. ↑  Beinhaltet Thai Vietjet Air
9. ↑  Beinhaltet Air Arabia Maroc, Air Arabia Egypt und Air Arabia Jordan
10. ↑  Beinhaltet Fastjet Tanzania und Fastjet Zimbabwe

## Nicht mehr existierende Billigfluglinien

### Afrika
Algerien
- Antinea Airlines
- Ecoair International

 Marokko
- Atlas Blue
- Jet4you

 Mosambik
- Fastjet Mozambique

 Südafrika
- 1time
- Mango
- Velvet Sky
- Kulula
- Skywise Airlines
- SA Express

 Tansania
- Fastjet Tanzania

 Simbabwe
- Zimbabwe flyafrica.com

### Amerika
Argentinien
- LASA Líneas Aéreas
- Norwegian Air Argentina
- Sol Líneas Aéreas

 Barbados
- REDjet

 Brasilien
- BRA Transportes Aéreos
- OceanAir
- WebJet Linhas Aéreas

 Chile
- Latin American Wings

 Kanada
- Air Canada Tango
- Canada 3000
- CanJet
- Canada Jetlines
- Greyhound Air
- Harmony Airways
- Jetsgo
- Vistajet
- Wardair
- WestJet (nicht länger als Billigfluglinie geführt)
- Zip
- Zoom Airlines

 Kolumbien
- AIRES
- Intercontinental de Aviación

 Costa Rica
- Aeropostal Alas de Centroamerica

 Ecuador
- Icaro Air

 Mexiko
- Aero California
- Aladia
- Aviacsa
- Avolar
- Click Mexicana (bis 2008, umbenannt in MexicanaClick, seitdem keine Billigfluglinie)
- Interjet
- Líneas Aéreas Azteca
- SARO
- TAESA Lineas Aéreas

 Vereinigte Staaten
- Air Florida
- AirTran Airways (übernommen von Southwest Airlines)
- America West Airlines (übernommen von US Airways)
- ATA Airlines
- Braniff (1991-1992)
- Eastern Air Lines (2015)
- Hooters Air
- Independence Air
- MetroJet
- Midway Airlines
- National Airlines
- Pacific Southwest Airlines
- People Express
- Safe Air
- Skybus Airlines
- SkyValue
- Song (übernommen von Delta Air Lines)
- Southeast Airlines
- Streamline Air
- Ted (übernommen von United Airlines)
- Tower Air
- ValuJet Airlines
- Vanguard Airlines
- Virgin America (übernommen von Alaska Airlines)
- Western Pacific Airlines

 Uruguay
- U Air

### Asien
Aserbaidschan
- AZALJet

 Bahrain
- Bahrain Air

 Georgien
- Flyvista

 Hongkong
- Oasis Hong Kong Airlines

 Indonesien
- Adam Air
- Bali Air
- Batavia Air
- Indonesia AirAsia X

 Indien
- Go First
- JetKonnect (übernommen von Jet Airways)
- Jetlite (übernommen von Jet Airways)
- Kingfisher Red
- Paramount Airways
- Simplifly Deccan

 Israel
- Up

 Japan
- AirAsia Japan
- Air Next
- Link Airs
- Vanilla Air (übernommen von Peach Aviation)

 Jordanien
- Air Arabia Jordan

 Macau
- Viva Macau

 Nepal
- Cosmic Air
- Fly Yeti

 Pakistan
- Rayyan Air
- Bhoja Air
- Shaheen Air

 Philippinen
- Spirit of Manila Airlines
- Zest Airways (integriert in AirAsia Philippines)

 Saudi-Arabien
- Sama

 Singapur
- Tigerair (übernommen von Scoot)
- Valuair (2005 erworben durch Jetstar Asia Airways; aufgelöst 2014)

 Südkorea
- Air Pohang

 Sri Lanka
- Mihin Lanka (übernommen von SriLankan Airlines)

 Taiwan
- U-Land Airlines
- V Air

 Thailand
- NokScoot
- One-Two-Go Airlines
- Solar Air

 Vereinigte Arabische Emirate
- Kang Pacific Airlines

 Kuwait
- Wataniya Airways

### Europa
Albanien
- Albatros Airways
- Belle Air

 Österreich
- Laudamotion
- Level Europe
- Niki

 Belgien
- Virgin Express (fusioniert mit SN Brussels Airlines zu Brussels Airlines)

 Bulgarien
- Wizz Air Bulgaria

 Zypern
- Eurocypria
- Helios Airways

 Tschechien
- Blue Air Moravia

 Dänemark
- Sterling Airlines
- Transavia.com Denmark

 Färöer
- FaroeJet

 Finnland
- Flying Finn

 Frankreich
- Air Turquoise
- Flywest

 Deutschland
- Air Berlin (seit 2010 nicht länger Billigfluglinie, pleite im Jahr 2017)
- DBA
- Germanwings (übernommen von Eurowings)
- HLX (fusioniert mit Hapagfly zu Tuifly, danach übernommen von Air Berlin)
- OLT Express Germany

 Griechenland
- Ellinair
- Hellas Jet
- Macedonian Airlines

 Island
- Iceland Express
- Loftleiðir
- WOW Air

 Irland
- Norwegian Air International

 Italien
- Air One
- Air Service Plus
- Alpieagles
- Blu-express
- Club Air
- MyAir
- Volare Airlines

 Niederlande
- V Bird

 Nordrhein-Westfalen
- Color Air
- Feel Air
- Norwegian Long Haul

 Polen
- Air Polonia
- Centralwings
- Direct Fly
- GetJet
- OLT Express Poland

 Rumänien
- Blue Air (suspendiert)
- Carpatair (nun Regionalairline)
- Fly Romania

 Russland
- Avianova
- Dobrolet
- Sky Express

 Serbien
- Centavia

 Slowakei
- SkyEurope

 Spanien
- Spanair

 Schweden
- Flyme
- FlyNordic
- Snowflake

 Ukraine
- Bees Airline
- Wizz Air Ukraine

 Vereinigtes Königreich
- Air Scotland
- bmibaby
- Debonair
- Duo Airways
- Flybe
- flyglobespan
- Go
- Laker Airways
- Monarch Airlines
- Norwegian Air UK

### Australien
Australien
- Air Australia
- Compass Airlines
- East-West Airlines
- Impulse Airlines (übernommen von Qantas, unbenannt zu Jetstar und QantasLink)
- Tigerair Australia
- Virgin Blue (seit 2011 nicht länger Billigfluglinie, weitergeführt als Virgin Australia)

 Neuseeland
- Freedom Air
- Kiwi Airlines
- Pacific Blue Airlines (Kooperation mit Air New Zealand als Virgin Australia)